# ألان جولي
ألان جولي هو متسابق يخت سيشلي، ولد في 23 مارس 1977 في فيكتوريا في سيشل.

## وصلات خارجية
- ألان جولي على موقع الاتحاد الدولي للملاحة الشراعية (موقع جديد) (الإنجليزية)
- ألان جولي على موقع اللجنة الأولمبية الدولية (الإنجليزية)
- ألان جولي على موقع أوليمبيديا (الإنجليزية)